# Maine (rzeka)
Maine (wym. [mɛnə]) – rzeka w zachodniej Francji w departamencie Maine i Loara. Powstaje po połączeniu się dwóch innych rzek – Sarthe i Mayenne. Jest prawym dopływem Loary.